# Viola silana
Viola silana är en violväxtart som beskrevs av Baltasar Merino. Viola silana ingår i släktet violer, och familjen violväxter. Inga underarter finns listade i Catalogue of Life.